# Плавання на літніх Олімпійських іграх 2020 — 200 метрів вільним стилем (чоловіки)
Змагання з плавання на 200 метрів вільним стилем серед чоловіків на літніх Олімпійських іграх 2020 тривали з 25 до 27 липня 2021 року в Олімпійському центрі водних видів спорту. Це була шістнадцята поява цієї дисципліни на Олімпійських іграх. Її проводили 1900 і 1904 року, а потім на кожній Олімпіаді починаючи з 1968-го.

## Рекорди
Перед цими змаганнями чинні світовий і олімпійський рекорди були такими:
| Світовий рекорд     | Пауль Бідерманн (GER) | 1:42.00 | Рим, Італія                         | 28 липня 2009  | [ 2 ] [ 3 ] |
| Олімпійський рекорд | Майкл Фелпс (USA)     | 1:42.96 | Пекін, Китайська Народна Республіка | 12 серпня 2008 | [ 4 ]       |

## Кваліфікація
Олімпійський кваліфікаційний норматив для цієї дисципліни становить 1 хвилина 47,02 секунди. За цим нормативом від кожного Національного олімпійського комітету (NOC) можуть автоматично кваліфікуватися щонайбільше два плавці, виконавши його на затверджених кваліфікаційних змаганнях. Норматив олімпійського відбору становить 1 хвилина 50,23 секунди. За цим нормативом від кожного НОК може кваліфікуватися щонайбільше один плавець, що посідає досить високе місце у світовому рейтингу, поки не буде вичерпано квоту для всіх плавальних дисциплін. НОК, що ще не має плавця в жодній дисципліні, може скористатися зі свого права на універсальну квоту.

## Формат змагань
Змагання складаються з трьох раундів: попередні запливи, півфінали та фінал. Плавці, що показали 16 найкращих результатів у попередніх запливах, виходять до півфіналів. Плавці, що показали 8 найкращих результатів у півфіналах, виходять до фіналу. У тому разі, коли на останнє місце потрапляння до півфіналів чи фіналу претендують два чи більше плавця з однаковим часом, передбачено перепливання.

## Розклад
Змагання тривають три дні, кожний раунд наступного дня.
Часовий пояс - японський стандартний час (UTC + 9)
| Дата                | Час   | Раунд             |
| ------------------- | ----- | ----------------- |
| Неділя, 25 липня    | 19:17 | Попередні запливи |
| Понеділок, 26 липня | 10:37 | Півфінали         |
| Вівторок, 27 липня  | 10:43 | Фінал             |

## Результати

### Попередні запливи
Плавці, що показали 16 найкращих результатів незалежно від запливу, виходять до півфіналу.
| Місце | Заплив | Доріжка | Ім'я                         | Країна                           | Час     | Нотатки |
| ----- | ------ | ------- | ---------------------------- | -------------------------------- | ------- | ------- |
| 1     | 3      | 5       | Хван Сун Ву                  | Південна Корея (KOR)             | 1:44.62 | Q, NR   |
| 2     | 4      | 2       | Фернандо Шеффер              | Бразилія (BRA)                   | 1:45.05 | Q       |
| 3     | 3      | 4       | Томас Дін                    | Велика Британія (GBR)            | 1:45.24 | Q       |
| 4     | 2      | 1       | Давід Попович                | Румунія (ROM)                    | 1:45.32 | Q       |
| 5     | 4      | 4       | Данкан Скотт                 | Велика Британія (GBR)            | 1:45.37 | Q       |
| 6     | 4      | 5       | Малютін Мартин Володимирович | Олімпійський комітет Росії (ROC) | 1:45.50 | Q       |
| 7     | 3      | 7       | Стефано Балло                | Італія (ITA)                     | 1:45.80 | Q       |
| 8     | 5      | 2       | Томас Нілл                   | Австралія (AUS)                  | 1:45.81 | Q       |
| 9     | 5      | 4       | Данас Рапшис                 | Литва (LTU)                      | 1:45.84 | Q       |
| 10    | 3      | 6       | Тавнлі Гаас                  | США (USA)                        | 1:45.86 | Q       |
| 11    | 5      | 8       | Крегор Зірк                  | Естонія (EST)                    | 1:46.10 | Q, NR   |
| 12    | 3      | 1       | Нандор Немет                 | Угорщина (HUN)                   | 1:46.19 | Q       |
| 13    | 5      | 3       | Кіаран Сміт                  | США (USA)                        | 1:46.20 | Q       |
| 14    | 2      | 3       | Велімір Степанович           | Сербія (SRB)                     | 1:46.26 | Q       |
| 15    | 3      | 2       | Антоніо Дьякович             | Швейцарія (SUI)                  | 1:46.37 | Q       |
| 16    | 4      | 1       | Стефано Ді Кола              | Італія (ITA)                     | 1:46.67 | Q       |
| 17    | 5      | 5       | Мацумото Кацухіро            | Японія (JPN)                     | 1:46.69 |         |
| 17    | 5      | 7       | Лукас Мертенс                | Німеччина (GER)                  | 1:46.69 |         |
| 19    | 2      | 5       | Якоб Хайдтманн               | Німеччина (GER)                  | 1:46.73 |         |
| 20    | 4      | 8       | Жордан Потен                 | Франція (FRA)                    | 1:46.75 |         |
| 21    | 4      | 3       | Цзі Сіньцзє                  | Китай (CHN)                      | 1:46.86 |         |
| 22    | 5      | 6       | Елайджа Віннінґтон           | Австралія (AUS)                  | 1:46.99 |         |
| 23    | 4      | 7       | Робін Гансон                 | Швеція (SWE)                     | 1:47.02 |         |
| 24    | 3      | 3       | Гірьов Іван Олександрович    | Олімпійський комітет Росії (ROC) | 1:47.11 |         |
| 24    | 5      | 1       | Муріло Сарторі               | Бразилія (BRA)                   | 1:47.11 |         |
| 26    | 2      | 8       | Олексій Санков               | Молдова (MDA)                    | 1:47.46 |         |
| 27    | 2      | 4       | Денис Локтєв                 | Ізраїль (ISR)                    | 1:47.68 |         |
| 28    | 3      | 8       | Жонатан Атсу                 | Франція (FRA)                    | 1:47.75 |         |
| 29    | 2      | 7       | Алекс Соберс                 | Барбадос (BAR)                   | 1:48.09 |         |
| 30    | 4      | 6       | Домінік Козма                | Угорщина (HUN)                   | 1:48.87 |         |
| 31    | 1      | 6       | Дімітріос Маркос             | Греція (GRE)                     | 1:49.16 |         |
| 32    | 2      | 2       | Велсон Сім                   | Малайзія (MAS)                   | 1:49.24 |         |
| 33    | 1      | 5       | Мікель Шройдерс              | Аруба (ARU)                      | 1:49.43 |         |
| 34    | 2      | 6       | Батуралп Унлю                | Туреччина (TUR)                  | 1:49.75 |         |
| 35    | 1      | 3       | Хоакін Варгас                | Перу (PER)                       | 1:49.93 |         |
| 36    | 1      | 2       | Мохтар Аль-Ямані             | Ємен (YEM)                       | 1:49.97 |         |
| 37    | 1      | 4       | Веслі Робертс                | Острови Кука (COK)               | 1:50.41 |         |
| 38    | 1      | 7       | Джеймс Фрімен                | Ботсвана (BOT)                   | 1:52.87 |         |
| 39    | 1      | 1       | Одай Хассуна                 | Лівія (LBA)                      | 1:56.27 |         |

Перепливання
| Місце | Доріжка | Плавець           | Країна          | Час     | Примітки |
| ----- | ------- | ----------------- | --------------- | ------- | -------- |
| 1     | 4       | Мацумото Кацухіро | Японія (JPN)    | 1:46.06 |          |
| 2     | 5       | Лукас Мертенс     | Німеччина (GER) | 1:46.40 |          |

### Півфінали
Плавці, що показали 8 найкращих результатів незалежно від запливу, виходять до фіналу.
| Місце | Заплив | Доріжка | Плавець                      | Країна                           | Час     | Примітки |
| ----- | ------ | ------- | ---------------------------- | -------------------------------- | ------- | -------- |
| 1     | 2      | 3       | Данкан Скотт                 | Велика Британія (GBR)            | 1:44.60 | Q        |
| 2     | 2      | 1       | Кіаран Сміт                  | США (USA)                        | 1:45.07 | Q        |
| 3     | 2      | 2       | Данас Рапшис                 | Литва (LTU)                      | 1:45.32 | Q        |
| 4     | 2      | 5       | Томас Дін                    | Велика Британія (GBR)            | 1:45.34 | Q        |
| 5     | 1      | 3       | Малютін Мартин Володимирович | Олімпійський комітет Росії (ROC) | 1:45.45 | Q        |
| 6     | 2      | 4       | Хван Сун Ву                  | Південна Корея (KOR)             | 1:45.53 | Q        |
| 7     | 1      | 5       | Давід Попович                | Румунія (ROM)                    | 1:45.68 | Q        |
| 8     | 1      | 4       | Фернандо Шеффер              | Бразилія (BRA)                   | 1:45.71 | Q        |
| 9     | 1      | 6       | Томас Нілл                   | Австралія (AUS)                  | 1:45.74 |          |
| 10    | 2      | 6       | Стефано Балло                | Італія (ITA)                     | 1:45.84 |          |
| 11    | 2      | 8       | Антоніо Дьякович             | Швейцарія (SUI)                  | 1:45.92 |          |
| 12    | 1      | 2       | Тавнлі Гаас                  | США (USA)                        | 1:46.07 |          |
| 13    | 2      | 7       | Крегор Зірк                  | Естонія (EST)                    | 1:46.67 |          |
| 14    | 1      | 8       | Стефано Ді Кола              | Італія (ITA)                     | 1:47.19 |          |
| 15    | 1      | 7       | Нандор Немет                 | Угорщина (HUN)                   | 1:47.20 |          |
| 16    | 1      | 1       | Велімір Степанович           | Сербія (SRB)                     | 1:47.62 |          |

### Фінал
| Місце | Доріжка | Плавець                      | Країна                           | Час     | Примітки |
| ----- | ------- | ---------------------------- | -------------------------------- | ------- | -------- |
| 1     | 6       | Томас Дін                    | Велика Британія (GBR)            | 1:44.22 |          |
| 2     | 4       | Данкан Скотт                 | Велика Британія (GBR)            | 1:44.26 |          |
| 3     | 8       | Фернандо Шеффер              | Бразилія (BRA)                   | 1:44.66 | SA       |
| 4     | 1       | Давід Попович                | Румунія (ROM)                    | 1:44.68 |          |
| 5     | 2       | Малютін Мартин Володимирович | Олімпійський комітет Росії (ROC) | 1:45.01 |          |
| 6     | 5       | Кіаран Сміт                  | США (USA)                        | 1:45.12 |          |
| 7     | 7       | Хван Сун Ву                  | Південна Корея (KOR)             | 1:45.26 |          |
| 8     | 3       | Данас Рапшис                 | Литва (LTU)                      | 1:45.78 |          |